# Óriáscápa
Az óriáscápa (Cetorhinus maximus) a porcos halak (Chondrichthyes) osztályának heringcápa-alakúak (Lamniformes) rendjébe, ezen belül a óriáscápafélék (Cetorhinidae) családjába tartozó egyetlen faj.

## Előfordulása
Az óriáscápa az északi és a déli félteke mérsékelt övezeteinek minden tengerében előfordul. Állományának nagyságáról nincs pontos adat. Az egyik veszélyt az állat számára az jelenti, hogy egyre több halat fognak azokon a területeken, ahol az óriáscápa táplálékot keres, s ennek következtében előfordulhat, hogy maga is a hálóba kerülve végzi.

## Megjelenése
Az óriáscápa a cetcápa (Rhincodon typus) után a második legnagyobb jelenleg élő halfaj. Átlagosan mintegy 7,9 méter hosszú és 4,65 tonna tömegű, de előfordulnak ennél nagyobb példányok is. A hitelesen feljegyzett legnagyobb egyedet 1851-ben fogták ki Kanadában, amely 12,27 méter hosszú és körülbelül 16 tonna tömegű volt. A kopoltyúrések nyálkás-ragacsos fésűkből állnak, ezeken akad fenn a plankton. A légzőredők narancssárgás-piros színű szövetből álló vékony rétegek, amelyek oxigént vesznek fel a vízből. Orrhegye nagy és kiáll a pofájából.

## Életmódja, táplálkozása
Az állat magányosan vagy kisebb csapatokban él. Lassan mozog és gyakran bukkan fel a víz felszínén. Tápláléka kizárólag planktonból áll. Táplálkozás közben nyitott szájjal úszik a vízben, ilyenkor víz és plankton kerül a szájába. Ezeket megszűri a kopoltyúrésein keresztül, így fennakad a táplálék, a vizet pedig a kopoltyún keresztül kipumpálja. Az oxigén felvétele és a szén-dioxid leadása is eközben történik.

## Szaporodása
Az ivarérettséget 3-4 éves korban éri el, ekkor már 4,5-6 méter hosszú. A szaporodási időszak az északi-atlanti területen tavasszal van. Az óriáscápa elevenszülő. A nőstény általában 1, ritkán 2 utódot hoz a világra. Körülbelül 3 év alatt fejlődik ki, átlagos élettartama 50 év.

## Felhasználása
Egy-egy kifejlett példány májából 300–800 liter olaj préselhető ki; ezt hagyományosan főleg szappangyártásra és világításra használják. Húsából hallisztet készítenek.

## Képek

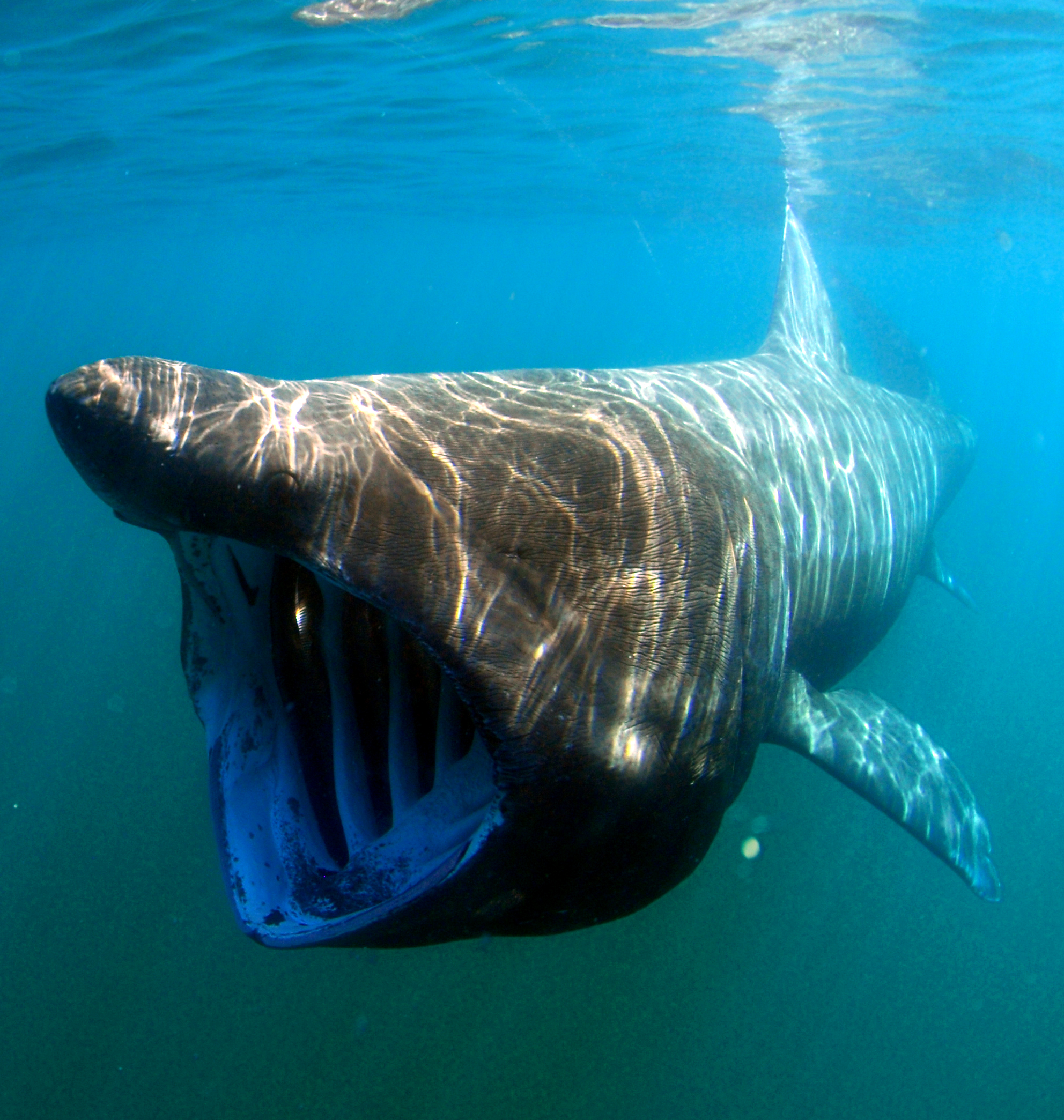
Táplálkozó óriáscápa; jól látszanak a kopoltyúrései
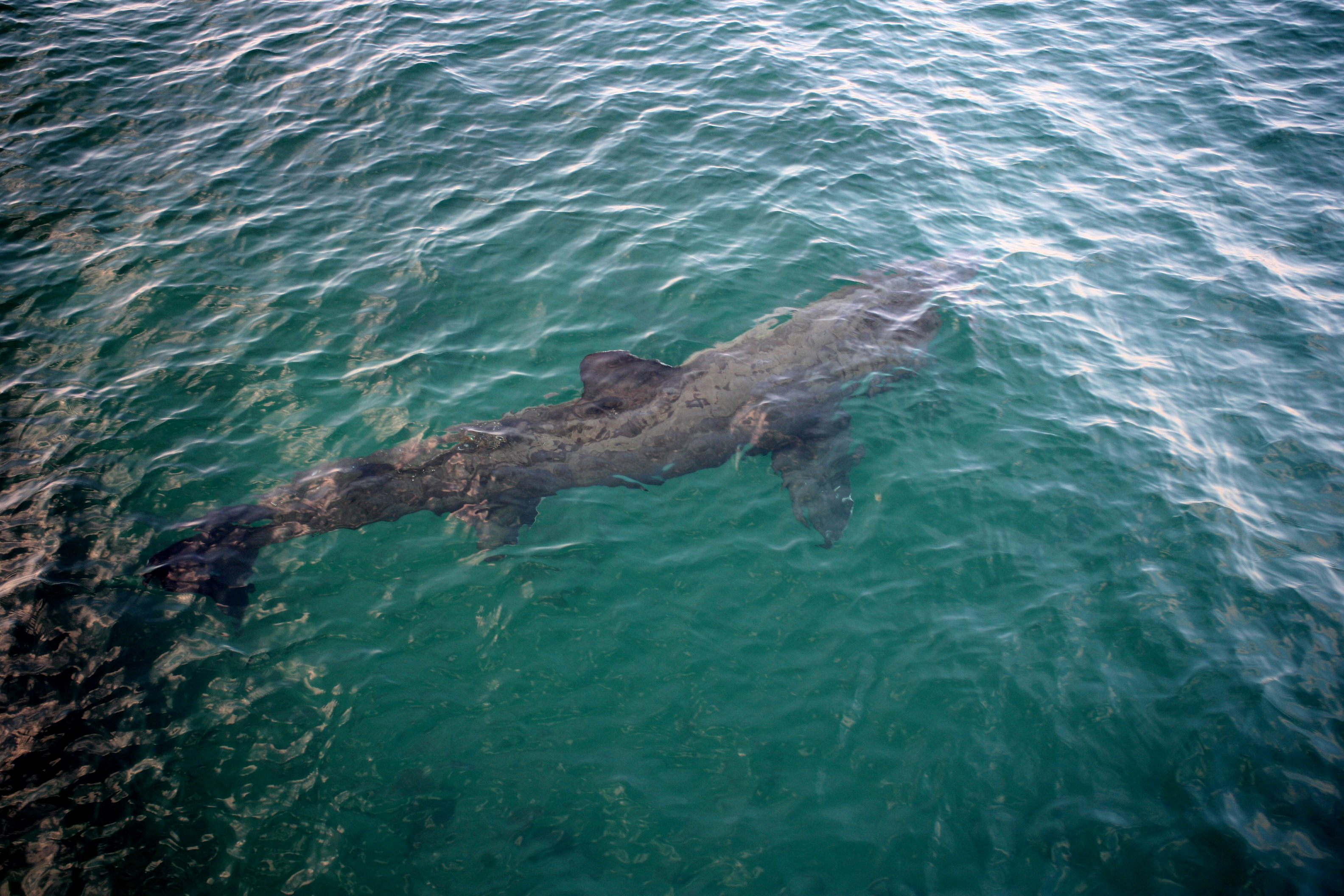
A vízfelszín közelében